# Løgstør Sogn
Løgstør Sogn er et sogn i Vesthimmerlands Provsti (Viborg Stift).
Løgstør Sogn blev i 1851 udskilt fra Løgsted Sogn, som hørte til Slet Herred i Aalborg Amt. Da Løgstør blev købstad i 1900, kom Løgstør Sogn under købstadens administration i stedet for herredets. Men det forblev i samme pastorat som Løgsted Sogn og Kornum Sogn. 
Ved kommunalreformen i 1970 blev Løgstør købstad kernen i Løgstør Kommune, der ved strukturreformen i 2007 indgik i Vesthimmerlands Kommune. 
I Løgstør Sogn findes Løgstør Kirke.
I sognet findes følgende autoriserede stednavne:
- Løgstør (bebyggelse)